# Ползучесть материалов
Ползучесть материалов (последействие) — медленная, происходящая с течением времени, деформация твёрдого тела под воздействием постоянной нагрузки или механического напряжения. Ползучести в той или иной мере подвержены все твёрдые тела — как кристаллические, так и аморфные.

## История
Явление ползучести было замечено К. Навье (1826 г.), Г. Кориолисом (1830 г.), но впервые количественно изучено Л. Вика (1834 г.). Систематические исследования ползучести металлов и сплавов, резин, стекол относятся к началу XX века и особенно к 40-м годам, когда в связи с развитием техники столкнулись, например, с ползучестью дисков и лопаток паровых и газовых турбин, реактивных двигателей и ракет, в которых значительный нагрев сочетается с механическими нагрузками. Потребовались конструкционные материалы (жаропрочные сплавы), детали из которых выдерживали бы нагрузки длительное время при повышенных температурах. Долгое время считали, что ползучесть может происходить только при повышенных температурах, однако ползучесть имеет место и при очень низких температурах, так, например, в кадмии заметная ползучесть наблюдается при температуре −269 °С, а у железа — при −169 °С.

## Причины и свойства
Ползучесть материалов экспериментально изучают прежде всего при простых напряженных состояниях: одноосных растяжении, сжатии, а также чистом сдвиге. Условия проведения таких экспериментов определены ГОСТами. Ползучесть при сложных напряженных состояниях изучают обычно на тонкостенных трубчатых образцах.

### Кривая ползучести
Ползучесть описывается так называемой кривой ползучести, которая представляет собой зависимость деформации от времени при постоянных температуре и приложенной нагрузке (или напряжении).
Её условно делят на три участка, или стадии:
- АВ — участок неустановившейся (или затухающей) ползучести (стадия I),
- BC — участок установившейся ползучести — деформации, идущей с постоянной скоростью (стадия II),
- CD — участок ускоренной ползучести (стадия III),
- E0 — деформация в момент приложения нагрузки,
- точка D — момент разрушения.

### Стадии ползучести
Как общее время до разрушения, так и протяжённость каждой из стадий зависят от температуры и приложенной нагрузки. При температурах, составляющих 40 %-80 % температуры плавления металла (именно эти температуры представляют наибольший технический интерес), затухание ползучести на первой её стадии является результатом деформационного упрочнения (наклёпа).
Так как ползучесть происходит при высокой температуре, то возможно также снятие наклёпа — так называемый возврат свойств материала. Когда скорости наклёпа и возврата становятся одинаковыми, наступает II стадия ползучести. Переход в III стадию связан с накоплением повреждения материала (поры, микротрещины), образование которых начинается уже на I и II стадиях.

### Ползучесть и пластичность
Описанные кривые ползучести имеют одинаковый вид для широкого круга материалов — металлов и сплавов, ионных кристаллов, полупроводников, полимеров, льда и других твёрдых тел. Структурный же механизм ползучести, то есть элементарные процессы, приводящие к ползучести, зависит как от вида материала, так и от условий, в которых происходит ползучесть. Физический механизм ползучести, особенно при высоких температурах, имеет преимущественно диффузионную природу и тем отличается от механизма деформирования при пластичности, которая связана с быстрым скольжением вдоль атомных плоскостей зёрен поликристалла (Ю. Н. Работнов. Механика деформируемого твёрдого тела). Всё многообразие элементарных процессов необратимой пластической деформации, приводящих к ползучести, можно условно разделить на процессы, осуществляемые движением дислокаций (дефектов в кристалле), и процессы, обусловленные диффузией . Последние имеют место у аморфных тел при всех температурах их существования, а также у кристаллических тел, в частности у металлов и сплавов, при достаточно высоких температурах. При температурах, близких к температурам плавления различие между ползучестью и пластичностью становится менее выраженным. При неизменной общей деформации напряжения в нагруженном теле с течением времени убывают вследствие ползучести, то есть происходит релаксация напряжений.

### Жаропрочность
Высокое сопротивление ползучести является одним из факторов, определяющих жаропрочность. Для сравнительной оценки технических материалов сопротивление ползучести характеризуют пределом ползучести — напряжением, при котором за заданное время достигается данная деформация. В авиационном моторостроении принимают время, равное 100—200 ч, при конструировании стационарных паровых турбин — 100 000 ч. Иногда сопротивление ползучести характеризуют величиной скорости деформации по прошествии заданного времени. Скорость полной деформации {\displaystyle {\dot {\varepsilon }}} складывается из скорости {\displaystyle {\dot {\varepsilon }}_{e}} упругой деформации и скорости {\displaystyle {\dot {\varepsilon }}_{\pi }} деформации ползучести.

### Другие факторы
Вибрация может ускорять ползучесть во много раз.

## Положение в теории
Теория ползучести близко примыкает к теории пластичности, однако в связи с разнообразием механических свойств твёрдых тел единой теории ползучести нет. Для металлов большей частью пользуются теорией течения:
{\displaystyle {\dot {\varepsilon }}_{\pi }=f(s,t)}
где {\displaystyle s} — напряжение, {\displaystyle t} — время, которая удовлетворительно описывает ползучесть при напряжениях, изменяющихся медленно и монотонно, но имеет существенно нелинейный характер зависимости {\displaystyle {\dot {\varepsilon }}_{\pi }} от {\displaystyle s}.
Более полное описание ползучести даёт теория упрочнения:
{\displaystyle {\dot {\varepsilon }}_{\pi }=f(s,{\dot {\varepsilon }}_{\pi })} ,
которая удобна для приближённого анализа кратковременной ползучести при высоком уровне напряжений. Теория упрочнения правильно улавливает некоторые особенности ползучести при изменяющихся напряжениях, однако её применение связано с большими математическими трудностями.
В механике полимеров обычно пользуются теорией наследственности:
{\displaystyle \phi (\varepsilon )=\sigma (t)+\int \limits _{0}^{t}K(t-\tau )\sigma (\tau )\;d\tau }
где {\displaystyle K(t-\tau )} так называемые ядро последействия, которое характеризует, в какой мере в момент времени {\displaystyle t} ощущается влияние (последействие) на деформацию единичного напряжения, действовавшего в течение единичного промежутка времени в более ранний момент {\displaystyle \tau }.
Так как напряжение действует и в другие моменты времени, то суммарное последействие учитывается интегральным членом. Теория наследственности определяет полную деформацию и даёт качественное описание некоторых более сложных явлений (например, эффекта обратной ползучести).